# Martin Reim
Martin Reim, född 14 maj 1971 i Tartu, Estniska SSR, Sovjetunionen är en estländsk före detta fotbollsspelare som mellan 2016 och 2019 var tränare för Estlands landslag.
Martin Reim är den spelare som spelat flest landskamper utan att ha deltagit i något stort mästerskap, och har dessutom näst flest landskamper i Europa, bara den lettiska spelaren Vitālijs Astafjevs har fler (167).
Under sin karriär representerade Reim bland annat FC Flora Tallinn där han gjorde 374 matcher och 64 mål och vann Meistriliiga sju gånger. I Estlands landslag gjorde han debut 3 juni 1992 i en vänskapsmatch mot Slovenien och kom att göra 157 landskamper innan han i december 2008 avslutade sin karriär.

## Meriter

### Som spelare
Flora Tallinn
- Meistriliiga: 1993/94, 1994/95, 1997/98, 1998, 2001, 2002, 2003
- Estländska Cupen: 1995, 1998, 2008
- Estländska Supercupen: 1998, 2002, 2003, 2004

### Som tränare
Flora Tallinn
- Meistriliiga: 2010, 2011

### Individuellt
- Årets fotbollsspelare i Estland: 1995
- Estlands silverboll: 1995, 1997, 1999